# 斎藤栄
斎藤 栄（さいとう さかえ、1933年1月14日 - 2024年6月15日）は、日本の推理小説家。本名は斉藤栄。

## 人物
東京都大田区出身。神奈川県立湘南高等学校在学時に、石原慎太郎らと共に同人誌『湘南文芸』を発行。東京大学法学部卒業後、横浜市役所に勤務。業務の傍ら執筆を続け、『星の上の殺人』が「宝石」に掲載。『愛と血の復活』が江戸川乱歩賞候補となり、また日本推理作家協会賞の候補にもなる。『殺人の棋譜』で江戸川乱歩賞受賞（1966年）。1972年から作家活動に専念。
占術ミステリーの『タロット日美子』シリーズ、トラベルミステリーの『江戸川警部』シリーズ、社会派ミステリーの『魔法陣シリーズ』、警察庁特捜班の『小早川警視正』シリーズなど多数。
代表作に『奥の細道殺人事件』『Nの悲劇』、『水の魔法陣』『火の魔法陣』『空の魔法陣』の「魔法陣三部作」など。『奥の細道殺人事件』は芭蕉忍者説の流布に貢献した最初の作品とされる。
将棋ファンとして知られており、将棋を題材にした著書も多数ある。1974年頃にコンピュータ将棋を開発をしていた瀧澤武信（後に早稲田大学政治経済学術院教授、コンピュータ将棋協会会長）らの研究チームに、天野宗歩が現代の花形棋士（当時の中原誠や米長邦雄）と戦ったらどうなるのかコンピュータでシミュレーションしたいと依頼し、1975年5月に完成した世界初のコンピュータ将棋ソフトと初めて対局した人間となった。1997年、第4回大山康晴賞を受賞。2007年のNHKBSの大逆転将棋に出演。羽生善治と投了図対局を行い勝利を収める。
2024年6月15日、老衰のため神奈川県横浜市の自宅で死去。91歳没。

## 受賞歴
- 1963年 『機密』で宝石中篇賞[2]
- 1966年 『殺人の棋譜』で第12回江戸川乱歩賞[2]

## 著書
1966
- 殺人の棋譜 講談社 1966 のち春陽文庫、講談社文庫、徳間文庫

1967
- 真夜中の意匠 遺産相続殺人事件 講談社 1967 のち春陽文庫、講談社文庫、集英社文庫

1968
- 愛と血の炎 三一書房 1968 （さんいちぶっくす）

1969
- 紅の幻影 講談社 1969 のち文庫「勝海舟の殺人」春陽文庫

1970
- 都市は崩壊する 三一新書 1970
- 奥の細道殺人事件 光文社 1970 （カッパ・ノベルス） のち集英社文庫、光文社文庫

1971
- 紙の孔雀 講談社 1971 のち文庫、「紙の孔雀殺人事件」双葉文庫
- 古都殺人事件 青樹社 1971 のち春陽文庫、集英社文庫、中公文庫
- 危険な水系 光文社 1971 （カッパ・ノベルス）のち集英社文庫、中公文庫
- 香港殺人旅行 光文社 1971 （カッパ・ノベルス） のち徳間文庫、双葉文庫、光文社文庫
- 爆破都市 青樹社 1971 のち春陽文庫、集英社文庫、双葉文庫

1972
- 黒部ルート殺人旅行 光文社 1972 （カッパ ノベルス） のち徳間文庫、双葉文庫、光文社文庫
- 黒水晶物語 昭和囲碁風雲録 毎日新聞社 1972 のち講談社文庫、中公文庫
- 日本列島SL殺人事件 サンケイノベルス 1972
- 四国周遊殺人事件 弘済出版社 1972 のち徳間文庫、ケイブンシャ文庫
- Nの悲劇 講談社 1972 のち文庫、中公文庫
- 赤富士殺人事件 サンケイノベルス 1972 のち徳間文庫、「観光旅行殺人事件」天山文庫垂直の殺意 青樹社、1972 のち徳間文庫、中公文庫「機密」
- 珊瑚樹の殺人 サンケイノベルス 1972 のち徳間文庫、中公文庫
- 課長補佐殺人事件 サンケイノベルス 1972 のち徳間文庫

1973
- 日本のハムレットの秘密 天才少年遺言の謎 講談社 1973 のち文庫
- 火と水の踊り 青樹社 1973 のちケイブンシャ文庫、「謎の女真教団」集英社文庫
- 水色の密室 広済堂出版 1973 のち講談社文庫
- 青い耳 産報 1973 （サンポウ・ノベルス） 「青い耳の謎」徳間文庫
- 関西周遊殺人事件 弘済出版社 1973 のち徳間文庫
- 禁じられた恋の殺人 実業之日本社 1973 のち集英社文庫、徳間文庫
- 産婦人科医の密室 桃園書房 1973 のち双葉文庫、徳間文庫
- 愛と血の港 毎日新聞社 1973 のち春陽文庫、集英社文庫、中公文庫
- 「星の王子」殺人事件 サンケイノベルス 1973 のち徳間文庫、双葉文庫
- フェリーKT79に何が起きた サンケイノベルス 1973 のち徳間文庫、「動く密室」光文社文庫

1974
- 日本のヒトラーの秘密 講談社 1974 のち文庫、「最後の密室」広済堂文庫
- ハムレット殺人 広済堂出版 1974 のち講談社文庫
- 乱歩幻想譜 光風社書店 1974 のち徳間文庫、双葉文庫
- 産婦人科医の冒険 桃園書房 1974 のちケイブンシャ文庫、双葉文庫、徳間文庫
- 海の碑 講談社 1974 のち文庫、中公文庫
- イエス・キリストの謎 トクマ・ノベルズ 1974 のち文庫、光文社文庫
- 王将殺人 光文社 1974 （カッパ・ノベルス） のち集英社文庫、光文社文庫
- 密封恋愛 光風社書店 1974 のち双葉文庫

1975
- 伊勢物語OL殺人 毎日新聞社 1975 「伊勢物語」殺人事件、集英社文庫
- 徒然草殺人事件 光文社 1975 （カッパ・ノベルス） のち集英社文庫、光文社文庫
- 天女裸像 徳間書店 1975 のち文庫「天女群像殺人事件」ケイブンシャ文庫
- 死角の時刻表 ベストブック社 1975 のち集英社文庫、光文社文庫
- 振り飛車英五郎 賭将棋放浪記 双葉新書 1975 のち文庫
- 悪の帝王切開 桃園書房 1975 のち双葉文庫、徳間文庫
- たばこ殺人 ワールドフォトプレス 1975 「嫌煙権殺人事件」光文社文庫、ケイブンシャ文庫
- ダイヤモンドと暗殺 毎日新聞社 1975 のち集英社文庫、中公文庫

1976
- 海獣 ベートーベンよ、たからかに鯱を呼べ!毎日新聞社 1976 のち集英社文庫、「海獣殺人事件」中公文庫
- 大山康晴激闘二十一番勝負（編）サンケイ新聞社 1976
- 宝石泥棒 光文社 1976 （カッパ・ノベルス） のち徳間文庫、光文社文庫、中公文庫
- 斎藤栄の謎の殺人海域 ベストセラーズ 1976 「津軽海峡の愛と殺人」徳間文庫、中公文庫
- ハメ手破り英五郎 賭将棋放浪記 双葉新書 1976 のち文庫
- 京都殺人事件 旺文社 1976 のち双葉文庫、ケイブンシャ文庫
- 恐怖のバルハン砂丘 旺文社 1976
- 産婦人科医のメス 桃園書房 1976 ケイブンシャ文庫、双葉文庫、徳間文庫
- オロフレ峠の殺意 トクマ・ノベルズ 1976 のち文庫、講談社文庫「北海道・オロフレ殺人峠」祥伝社文庫
- ダイヤモニヤ殺人事件 集英社 1976 のち文庫、広済堂文庫、ケイブンシャ文庫
- 巨人機が消えた ワールドフォトプレス 1976 のち徳間文庫、講談社文庫

1977
- お父さんの遺言 これだけは子供に遺したい言葉100 主婦と生活社 1977 のち光文社文庫
- 一枚の飛車 トクマ・ノベルズ 1977 「将棋駒殺人事件」文庫
- 河童殺人事件 光文社 1977 （カッパ・ノベルス）のち徳間文庫、光文社文庫、中公文庫
- 恐怖の診断書 日本文華社 1977 のち双葉文庫、光風社文庫
- 黒い王将 激闘篇 集英社 1977 のち文庫
- 特急ひばり4号 毎日新聞社 1977 のち徳間文庫
- 犯人を捜せ ベストブック社 1977 「大統領候補暗殺計画」
- 夜の証言 日本文華社 1977 「横浜殺人旅情」双葉文庫

1978
- 地獄の園遊会 桃園書房 1978 のち徳間文庫
- 国会議事堂殺人事件 トクマ・ノベルズ 1978 のち文庫、広済堂文庫
- 悪魔の玉手箱 ソノラマ文庫 1978 「湘南美少女誘拐事件」 学習研究社 1991
- 水の魔法陣 集英社 1978 のち文庫
- 神と悪魔の王手 光文社 1978 （カッパ・ノベルス）のち徳間文庫、「スリランカ殺人旅行」ケイブンシャ文庫
- 凶鬼 主婦と生活社 1978 のち徳間文庫、「影絵の女殺人事件」天山文庫
- 黒の王将 雄飛篇 集英社 1978
- 運命の旅路 弘済出版社 1978 のち徳間文庫、「旅の死角」祥伝社

1979
- 富士山麓殺人事件 広済堂出版 1979 のち徳間文庫、広済堂文庫
- 課長補佐殺人事件 広済堂出版 1979 のち徳間文庫、広済堂文庫、中公文庫
- 信濃路殺人事件 広済堂出版 1979 のち徳間文庫、広済堂文庫
- 方丈記殺人事件 光文社 1979 （カッパ・ノベルス）のち文庫、徳間文庫
- 北陸トンネル殺人事件 双葉社 1979 のち光文社文庫、ケイブンシャ文庫
- ジャーネくんの赤いひみつ 講談社 1979 （児童文学創作シリーズ）
- ジャーネくんの寒いぼうけん 講談社 1979 （児童文学創作シリーズ）「少年探偵ジャーネ君の冒険」文庫
- 運命の死角 弘済出版社 1979 のち徳間文庫「青春の死角」

1980
- 日本海流殺人事件 広済堂出版 1980 のち徳間文庫、広済堂文庫
- 鳥取砂丘殺人事件 双葉社 1980 のち徳間文庫、講談社文庫、ケイブンシャ文庫
- 火の魔法陣 集英社 1980 のち文庫
- 悪魔を見た家族 トクマ・ノベルズ 1980 のち文庫、集英社文庫、祥伝社文庫
- 謎の人命電話 光文社 1980 （カッパ・ノベルス） のち文庫、集英社文庫
- 完全誘拐 広済堂出版 1980 のち徳間文庫、広済堂文庫
- お伽噺殺人事件 双葉社 1980 のち講談社文庫、双葉文庫、広済堂文庫
- 鎌倉将軍のボールゲーム 集英社 1980 「鎌倉将軍連続殺人事件」文庫、徳間文庫、祥伝社文庫
- 飛鳥十字殺人事件 双葉社 1980 のち光文社文庫、双葉文庫、徳間文庫
- 殺意の時刻表 弘済出版社 1980 のち集英社文庫、光文社文庫、徳間文庫

1981
- 運命の青春 徳間文庫 1981
- 完全アリバイ 南アルプス誘拐殺人 広済堂出版 1981 のち徳間文庫、広済堂文庫、中公文庫
- 箱根高原殺人事件 トクマ・ノベルズ 1981 のち文庫、講談社文庫
- こうすれば自由自在に夢が見られる 弘済出版社 1981 「夢見指南」光文社文庫
- 夢見指南殺人事件 双葉ノベルス 1981 のち文庫、広済堂文庫
- 鉄道マニア殺人事件 集英社 1981 のち文庫、双葉文庫
- 謎の幽霊探偵 光文社 1981 （カッパ・ノベルス） のち文庫、集英社文庫、中公文庫
- 悪魔が裁く 深夜の神経科医 桃園書房 1981 のち徳間文庫、集英社文庫

1982
- 金糸雀の唄殺人事件 広済堂出版 1982 のち光文社文庫、広済堂文庫、ケイブンシャ文庫
- 春夏秋冬殺人事件 双葉社 1982 のち文庫
- 北陸トンネル殺人事件 双葉ノベルス 1982 のち光文社文庫
- 空の魔法陣 集英社 1982 のち文庫
- ガラスの密室 双葉ノベルス 1982 のち集英社文庫、双葉文庫
- 東北新幹線殺人旅行 トクマ・ノベルズ 1982 のち文庫、集英社文庫
- 横須賀殺人港 トクマ・ノベルズ 1982 のち文庫、ケイブンシャ文庫
- 横浜殺人街図 坊主探偵シリーズ トクマ・ノベルズ 1982 のち文庫、ケイブンシャ文庫
- 偽装特急殺人旅行 トクマ・ノベルズ 1982 のち文庫、ケイブンシャ文庫
- 日本鉄仮面殺人事件 トクマ・ノベルズ 1982 のち文庫、広済堂文庫

1983
- 巴里・ローマ休日殺人事件 角川ノベルズ 1983 のち徳間文庫、ケイブンシャ文庫、広済堂文庫
- 江ノ島鎌倉観光殺人事件 双葉社 1983 のち文庫、徳間文庫
- 北海道誘拐・殺人事件 角川ノベルズ 1983 のち徳間文庫
- 赤蛇家の惨劇 勁文社 1983 のちケイブンシャ文庫
- 日本宝島殺人事件 トクマ・ノベルズ 1983 のち文庫
- Rain号、出帆せよ!《黄金奪取大作戦 トクマ・ノベルズ 1983 のち文庫
- 日本国憲法殺人事件 講談社ノベルス 1983 のち文庫
- 日本列島殺人旅行 トクマ・ノベルズ 1983 のち文庫
- 龍王殺人事件 トクマ・ノベルズ 1983 のち文庫

1984
- 魔扇子殺人事件 双葉社 1984 のち文庫、広済堂文庫
- 欧風客車殺人旅行 双葉社 1984 のち文庫、ケイブンシャ文庫、広済堂文庫
- 黒白の奇蹟 講談社ノベルス 1984 のち文庫
- ここ一番に勝つ!名棋士の“土壇場の一手"に学ぶ人生哲学 光文社 1984
- 日本国有鉄道殺人旅行 中央公論社 1984 (C novels) 「九州特急殺人旅行」文庫
- 星の上の殺人 トクマ・ノベルズ 1984 のち文庫、講談社文庫
- アリバイ地獄 トクマ・ノベルズ 1984 のち文庫、双葉文庫
- <悪の華>殺人事件 トクマ・ノベルズ 1984 のち文庫
- 山陰殺人行 徳間文庫 1984
- 新・殺人の棋譜 悪夢の将棋<最高位戦> 講談社ノベルス 1984 のち文庫、中公文庫
- 横浜夫人殺人事件 トクマ・ノベルズ 1984 「横浜美少女殺人事件」文庫、広済堂文庫
- 女高生俳句殺人事件 光文社文庫 1984
- 日本ローカル線殺人旅行 トクマ・ノベルズ 1984 のち文庫、ケイブンシャ文庫
- 新婚恐怖殺人旅行 徳間文庫 1984 「公開初夜の殺人」祥伝社文庫
- 女子大生短歌殺人事件 光文社 1984 （カッパ・ノベルス） のち文庫、広済堂文庫

1985
- ゴルフ場殺人事件 双葉社 1985 のち文庫「殺人フェアウェイ」集英社文庫
- 女流将棋殺人事件 双葉社 1985 のち文庫
- 江ノ島鎌倉観光殺人事件 双葉ノベルス 1985 のち文庫、徳間文庫
- ガリバーコンプレックス〓 双葉社 1985 「タロット日美子の恐怖推理」文庫
- ニセコ積丹殺人旅行 トクマ・ノベルズ 1985 のち文庫、光文社文庫
- 人の心こそ最大の謎である 本格推理の世界 徳間書店 1985
- バイカル号殺人事件 トクマ・ノベルズ 1985 「日本海殺人フェリー」文庫
- 運命岬殺人旅行 光風社、1985 のち徳間文庫
- ライン河心中 講談社文庫 1985
- OL現代詩殺人事件 光文社 1985 （カッパ・ノベルス） のち文庫、中公文庫
- 地下鉄姉妹推理線 実業之日本社 1985 (Joy novels) のち徳間文庫、「傘道探偵の謎」廣済堂文庫
- 少女まんが家殺人事件 講談社文庫 1985
- 花嫁川柳殺人事件 『本陣殺人事件』（殺） 光文社 1985 （カッパ・ノベルス） のち文庫、中公文庫
- 鎌倉薪能殺人事件 光文社文庫 1985 のち徳間文庫
- 人生推理術A to Z 講談社 1985

1986
- 運命の時刻表 文藝春秋 1986 のち文庫、光文社文庫、集英社文庫
- 冬虫夏草の惨劇 勁文社 1986 のち文庫、集英社文庫
- 鎌倉夢の寺殺人事件 実業之日本社 1986 (Joy novels) のち光文社文庫
- 白い魔術師の部屋 サンケイノベルス 1986 「横浜山下公園殺人事件」光文社文庫
- 鎌倉静の舞殺人事件 光文社 1986 （カッパ・ノベルス） のち文庫
- 枕草子殺人事件 光文社文庫 1986 のち集英社文庫
- 人間鬼劇 トクマ・ノベルズ 1986 のち文庫
- 鎌倉流鏑馬殺人事件 光文社 1986 （カッパ・ノベルス） のち文庫
- 香港・マカオ休日殺人事件 徳間文庫 1986
- 危険な修学旅行 光文社文庫 1986 「紅の天城高原」集英社文庫
- 羅生門殺人旅情 祥伝社 1986 （ノン・ノベル） のち徳間文庫、集英社文庫
- 人間地獄 トクマ・ノベルズ 1986 のち文庫

1987
- 小説天野宗歩 1－8 光風社出版 1987-1993 「棋聖忍者・天野宗歩」集英社文庫
- 能登路殺人事件 子連れ探偵事件簿part・1 サンケイノベルス 1987 のち徳間文庫
- さよなら国鉄殺人旅行 徳間文庫 1987
- 宝石殺人事件 広済堂文庫 1987
- 鎌倉十二神将の誘拐 文藝春秋 1987 のち文庫、集英社文庫
- 犬猫先生探偵記 双葉ノベルス 1987 のち文庫
- 斎藤栄のミステリー作法 文藝春秋 1987 「ミステリーを書いてみませんか」文庫
- アルプス秘湯推理旅行 タロット日美子 実業之日本社 1987 のち集英社文庫
- 二階建新幹線殺人旅行 トクマ・ノベルズ 1987 のち文庫
- 湘南海岸殺人事件 広済堂文庫 1987 のち講談社文庫
- 風の魔法陣 集英社文庫 1987
- 金閣寺殺人旅情 小早川警視正シリーズ 祥伝社 1987 (Non novel) のち徳間文庫
- 大和路殺人事件 子連れ探偵シリーズpart・2 サンケイノベルス 1987 のち徳間文庫
- タロット日美子の歌麿殺人 光文社 1987 （カッパ・ノベルス） のち中公文庫
- タロット日美子のJR推理 双葉ノベルス 1987 のち文庫
- 犬猫先生と金田一探偵 光文社文庫 1987
- 桂離宮殺人旅情 小早川警視正シリーズ 祥伝社 1987 (Non novel) のち文庫
- 雲仙阿蘇殺人旅愁 広済堂出版 1987 のち徳間文庫
- 寝台特急あさかぜ1号殺人旅行 勁文社 1987 のち文庫
- 日本リゾート殺人旅行 トクマ・ノベルズ 1987 のち文庫
- タロット日美子の列車殺人 光文社 1987 （カッパ・ノベルス） のち文庫、「日美子の寝台特急殺人事件」中公文庫
- 寝台特急富士殺人旅行 勁文社ノベルス 1987 のち文庫、徳間文庫

1988
- 日美子の完全犯罪 講談社ノベルス 1988 のち文庫
- 斎藤栄長篇選集 全15巻 徳間書店 1988-1989
- 邪馬台国殺人旅情 小早川警視正シリーズ 祥伝社 1988 (Non novel)
- 博覧列車殺人事件 天山ノベルス 1988 のち文庫
- タロット日美子の友愛占術 琵琶湖・鎌倉赤いバラの謎 中央公論社 1988 のち文庫
- タロット日美子の夢街道鬼 実業之日本社 1988 「タロット日美子の夢街道旅行」集英社文庫、中公文庫
- オリエント急行殺人旅行 扶桑社 1988 のち徳間文庫
- タロット日美子の秘密客車 トクマ・ノベルズ 1988 のち文庫「日美子の北陸秘密電車」中公文庫
- 阿寒摩周殺人旅愁 広済堂出版 1988 のち徳間文庫
- 犬猫先生のUFO推理 双葉ノベルス 1988 のち文庫
- 日美子の誘拐集団 講談社ノベルス 1988 のち文庫
- 瀬戸大橋マリンライナー殺人旅行 勁文社 1988 のち文庫、徳間文庫
- 雪の魔法陣 集英社文庫 1988
- 日美子の唱歌殺人 光文社 1988 （カッパ・ノベルス） のち文庫、中公文庫
- 犬猫先生vs殺人鬼 双葉ノベルス 1988 のち文庫
- 日美子の救急占術 呪われたピエロ人形の謎 中央公論社 1988 (C novels) のち文庫「湘南連続殺人事件」日文文庫
- 寝台特急北斗星殺人旅行 勁文社ノベルス 1988 のち文庫、徳間文庫
- L特急踊り子3号殺人旅行 勁文社ノベルス 1988 のち文庫「伊豆「踊り子号」の殺人」

1989
- 犬猫先生推理旅行記 双葉ノベルス 1989 のち文庫
- 女たちの殺意 天山文庫 1989
- 湘南モノレール誘拐事件 勁文社文庫 1989
- タロット日美子の大予言 トクマ・ノベルズ 1989 のち文庫「天城高原殺人迷路」日文文庫
- 平成元年の殺人 トクマ・ノベルズ 1989 のち文庫
- 横浜みなと未来殺人事件 徳間文庫 1989 のち光文社文庫
- 日本旅行殺人事件 天山ノベルス 1989
- 横浜地下鉄殺人事件 タロット日美子 実業之日本社 1989 のち光文社文庫
- 城ケ島殺人旅情 小早川警視正シリーズ 祥伝社 1989 (Non novel)
- ファウスト殺人事件 講談社 1989 のち文庫
- 金沢能登殺人事件 天山ノベルス 1989 のち文庫
- 二階堂警部の逆襲 光文社 1989 （カッパ・ノベルス） のち文庫
- ハイパーサルーンかもめ殺人旅行 勁文社ノベルス 1989 のち文庫
- 二階堂警部の「奥の細道」 光文社 1989 （カッパ・ノベルス） のち文庫
- 新特急スーパーひたち殺人旅行 勁文社 1989
- 万葉集殺人事件 毎日新聞社 1989 （ミューノベルズ） のち徳間文庫
- 富士箱根殺人旅愁 広済堂出版 1989
- 横浜外人の森殺人事件 双葉ノベルス 1989
- 横浜QE2号殺人事件 中央公論社 1989 (C novels) のち文庫
- 奥の細道殺人紀行 徳間文庫

1990
- 蒙古襲来殺人旅情 天山出版 1990 のち集英社文庫
- 横浜中華街殺人事件 タロット日美子 実業之日本社 1990 のち光文社文庫
- 五稜郭殺人旅情 小早川警視正シリーズ 祥伝社 1990 (Non novel)
- 二階堂警部の反乱 「金星食」トリックの謎 光文社 1990 （カッパ・ノベルス） のち文庫
- 鎌倉さざんか寺殺人事件 タロット日美子 講談社ノベルス 1990 のち文庫
- 近鉄特急アーバンライナー殺人旅行 ケイブンシャノベルス、1990 のち文庫
- 沖縄殺人事件 光文社、1990 のち文庫
- トワイライトエクスプレス殺人旅行 ケイブンシャノベルス、1990 のち文庫
- 奥日光愛の殺人旅行 ケイブンシャノベルス、1990 のち文庫、中公文庫
- 鎌倉恋八幡殺人事件 トクマ・ノベルズ 1990 のち文庫
- 奥飛騨恋の殺人旅行 勁文社 1990 のち中公文庫
- 大阪花博殺人旅愁 広済堂出版 1990 「大阪神戸殺人旅愁」広済堂文庫
- 千利休殺人旅情 トクマ・ノベルズ 1990 のち文庫
- 高千穂秘境推理旅行 仏像トリック タロット日美子 実業之日本社 1990 のち徳間文庫
- 謎の殺人図鑑 光文社 1990 （カッパ・ノベルス） のち文庫
- 横浜神戸殺人旅行 双葉ノベルス 1990
- 月の魔法陣 集英社 1990.12 同時に文庫
- 北海道恋の推理日記 中央公論社 1990 (C novels) のち文庫
- 京都・瀬戸内殺人旅愁 広済堂出版 1990 のち文庫

1991
- 小泉八雲殺人旅情 小早川警視正シリーズ 祥伝社 1991 (Non novel)
- JR神戸線殺人旅行 勁文社 1991
- 姫路城秘話殺人事件 広済堂出版 1991
- タロット日美子の鎌倉京都殺人事件 天山ノベルス 1991 のち中公文庫
- タロット日美子の芦屋夫人殺人事件 双葉ノベルス 1991 のち文庫
- 横浜ベイサイド殺人事件 トクマ・ノベルズ 1991 のち文庫
- 怪盗ファジーと日美子の対決 トクマ・ノベルズ 1991 「鎌倉名画の館殺人事件」文庫
- 日美子の魔法教団 徳間文庫 1991 のち中公文庫
- 明石の女殺人事件 中央公論社 1991 (C novels) のち文庫、「三姉妹殺人顛末」日文文庫
- 伊豆天城幻の殺人旅行 勁文社 1991 のち文庫
- 淡紅の女の殺人 講談社ノベルス 1991 のち文庫
- JR横浜線殺人旅行 勁文社 1991
- タロット日美子の軽井沢愛の推理日記 学習研究社 1991 「軽井沢幽霊邸の謎」光文社文庫、中公文庫
- 奥入瀬秘恋推理旅行 槍のトリック タロット日美子 実業之日本社 1991 のち徳間文庫

1992
- 孤愁の女殺人事件 天山文庫 1992
- 斎藤栄長篇選集 全10巻 徳間書店 1992-1993
- JR京都線殺人旅行 勁文社 1992
- 桂離宮殺人旅情 祥伝社 1992 （ノン・ポシェット）
- 人の魔法陣 集英社文庫 1992
- 東海・山陽殺人旅愁 広済堂出版 1992
- 福岡県の秘密 金色の殺人 学習研究社 1992 「日美子・太宰府の神秘」光文社文庫
- 北海道の秘密 氷色の殺人 双葉ノベルス 1992 「タロット日美子の氷色の殺人」文庫、「日美子・流氷祭の怪」光文社文庫
- 砂の沈黙 大空襲蒲田の殺人 祥伝社 1992 (Non novel) 「炎の小早川警視正」
- 神奈川県の謎-青色の殺人 トクマ・ノベルズ 1992 「青色の殺人」文庫「日美子・血洗川の魔女」光文社文庫
- 愛知県の秘密 緋色の殺人 中央公論社 1992 (C novels) のち文庫、「日美子・名古屋城の謎」光文社文庫
- 四季の女殺人事件 光文社 1992 （カッパ・ノベルス） のち文庫
- 湘南殺人事件 光文社文庫 1992
- 伯備線秘図推理旅行 カードの啓示 タロット日美子 実業之日本社 1992 のち光文社文庫
- ブライダル・マーダー 棋士を愛した女の完全犯罪 講談社ノベルス 1992 のち文庫
- 熊本城秘愛殺人事件 広済堂出版 1992 「火の国秘愛殺人事件」徳間文庫

1993
- 朱雀門秘跡推理旅行 タロット日美子 実業之日本社 1993 のち光文社文庫
- 二階堂一族殺人事件 双葉ノベルス 1993 のち文庫
- 漱石「虞美人草」殺人事件 学習研究社 1993 のち中公文庫
- Sの大悲劇 トクマ・ノベルズ 1993
- 日美子の鎌倉推理案内 光文社文庫 1993
- 鎌倉ミステリー紀行 かまくら春秋社 1993
- 二階堂警部最後の危機 光文社 1993 （カッパ・ノベルス） のち文庫
- 柏木院長八景島の推理 トクマ・ノベルズ 1993 「横浜八景島殺人ワールド」文庫
- 二階堂特命刑事調査官 光文社 1993 （カッパ・ノベルス） のち中公文庫
- 「荒城の月」殺人事件 広済堂出版 1993
- 湘南千葉殺人事件 ミラクルドクター<仮面篇> 光文社 1993 （カッパ・ノベルス） 「名医探偵・柏木院長の推理」文庫
- 近畿周遊殺人事件 銀河出版 1993
- 山形新幹線つばさ殺人事件 勁文社 1993 のち文庫
- 兵庫県の秘密-銀色の殺人 トクマ・ノベルズ 1993 「銀色の殺人」文庫、「日美子・マリーゴールドの失踪」光文社文庫
- 芥川龍之介「歯車」殺人事件 中央公論社 1993 (C novels) のち文庫
- 「山椒大夫」殺人事件 トクマオリオン 1993 のち徳間文庫
- 日美子大和古寺巡礼の謎 光文社文庫 1993
- 禁色の殺人 京都府の秘密 トクマ・ノベルズ 1993
- 山陽新幹線のぞみ殺人旅行 勁文社 1993 のち文庫
- 愛と血の大和路線 トクマ・ノベルズ 1993

1994
- 奥の細道殺人旅行 中央公論社、1994 「みちのく七夕殺人事件」文庫
- 横浜ランドマークタワーの殺人 講談社ノベルス 1994 のち文庫
- 二階堂警部バレンタインの謎 光文社文庫 1994
- 飛鳥・神戸殺人旅情 小早川警視正シリーズ 祥伝社 1994 (Non novel)
- 二階堂警視の戦慄 日本一・不思議な殺人 光文社 1994 （カッパ・ノベルス）のち文庫
- 瀬戸内二十年目の殺人 柏木院長シリーズ トクマ・ノベルズ 1994 のち文庫
- 神戸摩耶山殺人事件 二階堂特命刑事調査官シリーズ 光文社文庫 1994
- 五人の追跡者 トクマ・ノベルズ 1994
- 新横浜駅殺人旅行 実業之日本社 1994
- 日本のエーゲ海殺人事件 集英社文庫 1994
- 二階堂警部の復讐 光文社文庫 1994
- 神戸「五重トリック」殺人 二階堂特命刑事調査官シリーズ 光文社 1994 （カッパ・ノベルス） のち文庫
- 神戸天童殺人事件 赤い猫の謎 トクマ・ノベルズ、1994 のち文庫

1995
- 殺人太平記 中央公論社 1995 (C novels) のち文庫
- 斑鳩の里殺人事件 祥伝社 1995 (Non novel)
- 二階堂警視夜明けの殺意 光文社文庫 1995
- 殺人源氏物語 光文社 1995 （カッパ・ノベルス） のち文庫
- 関西国際空港殺人事件 タロット日美子 実業之日本社 1995 (Joy novels)
- 殺人平家物語 光文社 1995 （カッパ・ノベルス） のち文庫
- 外科医の殺人カルテ 双葉ノベルス 1995 のち文庫
- 宝塚市殺人事件 中央公論社 1995 (C novels) のち文庫
- 熱海市殺人事件 広済堂出版 1995
- 軽井沢・芦屋殺人事件 日本文芸社 1995 （日文ノベルス）
- 知床忍路殺人旅行 光文社 1995 （カッパ・ノベルス） のち文庫
- 四国綾歌殺人ワールド トクマ・ノベルズ 1995 のち文庫
- 北都殺人事件 柏木院長の逆転推理 トクマ・ノベルズ 1995 のち文庫

1996
- 仮面の国殺人旅情 秋田・田沢湖の怪 小早川警視正シリーズ 祥伝社 1996 のち文庫
- 洞爺・王将殺人旅行 光文社 1996 （カッパ・ノベルス） のち文庫
- 横浜死の魔法陣 光文社 1996 （カッパ・ノベルス）
- 殺人忠臣蔵 タロット日美子 実業之日本社 1996 (Joy novels) のち中公文庫
- 縄文ジャパン殺人旅行 トクマ・ノベルズ 1996 「みちのく三内丸山殺人旅行」文庫
- 鎌倉湘南殺人ワールド トクマ・ノベルズ 1996 のち文庫
- 最後の魔法陣 集英社 1996 「天の魔法陣」文庫
- 函館・江差旅情殺人 光文社文庫 1996
- 殺人本線日本海 中央公論社 1996 (C novels)
- 日美子の「最後の審判」 光文社文庫 1996
- 怒りの産婦人科医 勁文社ノベルス 1996 のち文庫
- 女ひとり人形の殺人 中央公論社 1996 (C novels) のち文庫

1997
- 二階堂警視の毒蜘蛛 光文社 1997 （カッパ・ノベルス） のち文庫
- 深夜の産婦人科医 双葉ノベルス 1997 のち文庫
- 横浜-沖縄殺人連鎖 江戸川探偵長の逆転推理 トクマ・ノベルズ 1997 のち文庫
- 信州の鎌倉殺人旅行 実業之日本社 1997 のち光文社文庫
- 東京-秋田殺人連鎖 新幹線こまち推理旅行 トクマ・ノベルズ 1997 のち文庫
- 二階堂警視の殺人記念日 光文社文庫 1997
- 二階堂警視の身代金殺人 光文社 1997 （カッパ・ノベルス） のち文庫
- 失楽園の殺人 勁文社ノベルス 1997 のち文庫

1998
- 下北薬研温泉殺人事件 廣済堂出版 1998 のち文庫
- 蒼い月の女 江戸川探偵長最大の難事件 トクマ・ノベルズ 1998 のち文庫
- 二階堂警視の呪縛 シカゴ川の殺人 光文社 1998 （カッパ・ノベルス） のち文庫
- 日美子の帰還 光文社文庫 1998
- 北海道殺人紀行 星月源吾の事件簿 トクマ・ノベルズ 1998 のち文庫
- 佐賀空港マラソン殺人事件 斎藤栄ベスト・コレクション 9 文春文庫 1998
- 新幹線軽井沢駅の殺人 実業之日本社 1998 (Joy novels)
- 二階堂警視の私刑 イソップの殺人 光文社 1998 （カッパ・ノベルス） のち文庫
- 卍の女 下北-上高地二重アリバイ トクマ・ノベルズ 1998 のち文庫
- 特急サンライズ瀬戸・出雲殺人旅行 勁文社ノベルス 1998 のち文庫
- 仙台・広瀬川殺人旅情 祥伝社 1998 (Non novel) 「鎌倉極楽館の怪」文庫
- 産婦人科医危機一髪 謎の医師甲賀ドクター・シリーズ 双葉ノベルス 1998

1999
- 丹沢-尾道殺人迷路 廣済堂出版 1999
- 火牙陰鬼 謎の医師甲賀ドクター・シリーズ 双葉ノベルス 1999「復讐者の哀歌」文庫
- 寝台特急カシオペア招待殺人旅行 勁文社ノベルス 1999
- 日美子受胎の秘密 光文社文庫 1999
- 二階堂警視の暗黒星 光文社 1999 （カッパ・ノベルス） のち文庫
- 運命の風蓮湖 星月源吾の事件簿 トクマ・ノベルズ 1999 のち文庫
- 花の魔法陣 集英社文庫 1999
- 横浜結婚殺人の宴 実業之日本社 1999 (Joy novels) 「横浜殺人結婚式」光文社文庫
- 二階堂警視の火魔 光文社 1999 （カッパ・ノベルス） のち文庫
- 函館・宮崎日南殺人旅情 祥伝社 1999 (Non novel) のち文庫

2000
- 殺人花回廊 実業之日本社 2000 (Joy novels) のち廣済堂文庫
- 江戸川警部三つの死線 JR近郊線ミステリー全集 集英社文庫 2000
- 大地震台湾殺人旅情 祥伝社 2000 (Non novel) のち文庫
- 大秘密 作家柏木太陽シリーズ 双葉ノベルス 2000 「「幻日の闇」殺人事件」文庫
- クイーンズスクエア 横浜のロリス 実業之日本社 2000 「横浜死の広場」光文社文庫
- 作家柏木太陽の推理 文春文庫 2000
- 殺人の単位 トクマ・ノベルズ 2000
- 虐殺 二階堂警視の悲劇 光文社 2000 （カッパ・ノベルス） 「二階堂ファミリーの悲劇」文庫

2001
- 寝台特急『あかつき』殺人旅行 剄文社、2001 「トリック特急、長崎から京都へ」
- 天獄と地極楽 二階堂警視&タロット日美子 実業之日本社 2001 (Joy novels)
- 四国殺人遍路 トクマ・ノベルズ 2001
- 燃える密室 タロット日美子の新世紀 光文社 2001 （カッパ・ノベルス） のち文庫
- 日美子の公園探偵 光文社 2001 （カッパ・ノベルス） のち文庫
- 16年目の幸福殺人 中公文庫 2001
- 軽井沢-鎌倉殺人回路 トクマ・ノベルズ 2001 のち文庫
- 軽井沢幻愛の目撃 有楽出版社 2001 (Joy novels) のち光文社文庫

2002
- ニューヨークの悪魔 実業之日本社 2002 (Joy novels) のち光文社文庫
- 中華街殺人旅情 祥伝社 2002 (Non novel)
- 日美子の魔家族 光文社 2002 （カッパ・ノベルス） のち文庫
- 日美子・天の橋立の殺人 光文社文庫 2002
- 魔性の女 白秋殺人行 トクマ・ノベルズ 2002 のち文庫

2003
- しまなみ海道殺人旅行 江戸川探偵長の奮戦 徳間文庫 2003
- 鎌倉-芦屋殺人紀行 死を呼ぶ名句 トクマ・ノベルズ 2003 のち文庫
- 異形の性 西鎌倉の摩訶不思議 実業之日本社 2003 (Joy novels)
- ペイオフ かぐや姫殺人事件 廣済堂出版 2003
- 鎌倉NGO紫苑の家 日美子の夢 光文社 2003 （カッパ・ノベルス） のち文庫

2004
- 父と子 地に爪跡を残せ トクマ・ノベルズ 2004 のち文庫
- 蜜月業火の殺人 実業之日本社 2004 (Joy novels)
- ラナンキュラスの微笑 神戸紫苑の家の殺人 光文社 2004 （カッパ・ノベルス） のち文庫
- 神さまへの手紙 出版芸術社 2004

2005
- 神々の叛乱 徳間文庫 2005
- 復讐鬼 光文社文庫 2005

2006
- 上高地幽玄の闇 廣済堂出版 2006
- 鎌倉は神の国 かまくら春秋社 2006
- 妖魔の絵殺人事件 廣済堂文庫 2006

2007
- 特急サンライズ瀬戸出雲殺人旅行 有楽出版社 2007 (Joy novels)
- 湘南太平記 徳間文庫 2007
- 秘密 親と子のヰタ・セクスアリス 中央公論新社 2007

## 映像化作品
- ゴールデンドラマシリーズ（フジテレビ系）
  - 殺人の棋譜（1978年4月22日 - 5月20日（全5話））
- 土曜ワイド劇場（テレビ朝日系）
  - 35年目の亡霊 学童疎開殺人事件（1980年9月20日）原作「運命の死角」
  - 運命の旅路 謎の特急出雲1号（1980年11月15日）
  - 悪魔を見た家族（1981年9月19日）
  - 富士山麓殺人事件（1987年4月25日）
  - アルプス秘湯推理旅行（1990年4月28日）（タロット日美子シリーズ）
- 火曜サスペンス劇場（日本テレビ系）
  - 水の魔法陣（1982年9月7日）
  - ある青春の挽歌（1982年9月21日）
  - 不在証明（1991年11月26日）原作「真夜中の意匠」
- ザ・サスペンス（TBS系）
  - 鳥取砂丘殺人事件（1984年1月21日）
- 乱歩賞作家サスペンス（関西テレビ・フジテレビ）
  - 庭つき一戸建て殺人（1988年4月11日）
  - 真夜中の外人墓地（1989年4月24日）（原作「危険な修学旅行」収録）
- 月曜・女のサスペンス（テレビ東京系）
  - 列島縦断事件シリーズ 月に光る殺意の海（1989年3月6日）（原作「日本ローカル線殺人旅行」）
    - 列島縦断事件シリーズ 吉備路に消えた殺意の女（1990年6月25日）（原作「日本ローカル線殺人旅行」）

  - 列島縦断事件シリーズ 赤富士殺人事件（1990年4月23日）
- 月曜ドラマスペシャル（TBS系）
  - 退職刑事の事件帳シリーズ（1994年3月14日 - 1998年7月20日（全6作））
  - 斎藤栄サスペンス 運命岬に立つ女（1996年7月29日）
  - 城ヶ島殺人旅情（1992年3月1日）
  - タロット日美子の推理 伯備線秘図連続殺人（1995年10月16日）
- 女と愛とミステリー（テレビ東京・BSジャパン系）
  - 小早川警視正シリーズ（主演：辰巳琢郎）
    - 斎藤栄サスペンス 京都羅生門殺人旅情（2002年5月12日）
    - 斎藤栄サスペンス 函館五稜郭殺人旅情（2003年5月4日）

  - 斎藤栄サスペンス 大和路殺人事件（2002年3月3日）
- 男と女のミステリー（フジテレビ）
  - カナリヤの唄殺人事件（1989年7月14日）
- 金曜エンタテイメント → 金曜プレステージ（フジテレビ）
  - 津軽海峡ミステリー航路 シリーズ（2002年 - 2009年（全8回））